# Peter Landberg

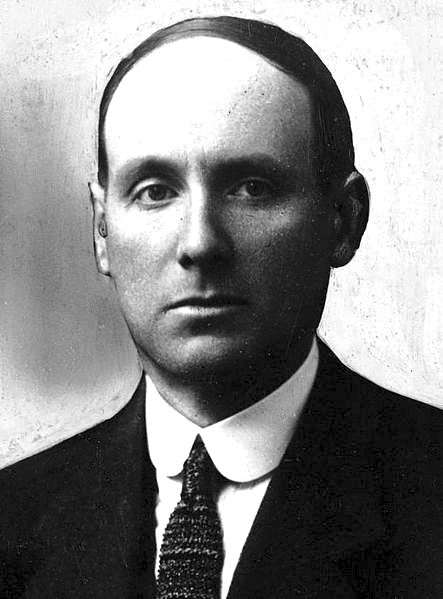
Peter Landberg, 1928.

Peter Landberg (Batavia, 21 juni 1891 – Hengelo, 26 oktober 1962) was een Nederlands ingenieur en hoogleraar mechanische technologie aan de Technische Hogeschool te Delft.

## Levensloop
In 1909 slaagde Landberg voor zijn eindexamens van de Eerste Hogereburgerschool in Amsterdam, en begon aan de Technische Hogeschool te Delft met de studie scheepsbouwkunde. Na zijn propedeuse stapte hij over naar werktuigbouwkunde, waar hij in 1914 afstudeerde. In de Eerste Wereldoorlog werd hij gemobiliseerd en diende tot 1918 bij de constructiewerkplaats van de Artillerie-Inrichting in Delft.
In 1918 begon hij als bedrijfsingenieur bij Stork in de algemene dienst voor bedrijfsorganisatie. En jaar later werd hij benoemd tot chef van de reparatie-afdeling en van de gereedschapsafdeling. Hij was hier verantwoordelijk voor aanschaf en herstel van gereedschapswerktuigen en voor het ontwerp van speciale inrichtingen. In 1923 werd hij gepromoveerd tot bedrijfschef van de machinefabriek, een functie die hij nog vier jaar vervulde. In maart 1928 stapte hij over naar Philips Gloeilampenfabrieken, waar hij een positie van mede-leider van een machinefabriek aanvaardde.
In november van hetzelfde jaar, 1928, werd hij benoemd tot hoogleraar mechanische technologie bij de Afdeling der Werktuigbouwkunde aan de Technische Hogeschool te Delft als opvolger van Daniël Dresden (1886-1960). In 1929 sprak hij daar de inaugurele rede "Machines, Loonen en Menschen". Hij bleef tot 1961 hoogleraar en was tot 1957 tevens beheerder van de Centrale werkplaats op de TU Delft.. Onder zijn studenten waren de later hoogleraar E. van Emden (1911-1964), bestuursvoorzitter van Philips Frits Philips en organisatie-adviseur Martin Ydo.
Op de campus van de Technische Universiteit Delft is de Landbergstraat naar Peter Landberg vernoemd.

## Publicaties
- 1919. IJzer en Staal. Wereldbibliotheek
- 1929. Machines, Loonen en Menschen. Inaugurele rede Technische Hogeschool te Delft.
- 1931. 't Belang van tijd- en bewegingsstudies voor de bewerking van machinedeelen op gereedschapswerktuigen. Muusses. 42 pag.
- 1961. Mechanismen voor de aandrijving van gereedschapswerktuigen.. Technische Hogeschool Delft. Afdeling der Werktuigbouwkunde. 191 pag.
- 1961. Proeven voor het nagaan van de wijze van vervorming bij verschillende soorten van plastische deformatie. Metaalinstituut T.N.O.. 31 pag.

- Nederlandse Thesaurus van Auteursnamen: 188193839
- Virtual International Authority File: 195558696
- WorldCat: E39PBJwCYTjxGmvybkB3Xd7j4q